# Galium minutissimum
Galium minutissimum är en måreväxtart som beskrevs av Tatemi Shimizu. Galium minutissimum ingår i släktet måror, och familjen måreväxter.
Artens utbredningsområde är Taiwan. Inga underarter finns listade i Catalogue of Life.